# Les Couleurs de la page 52
 (mars 2016).
Pour plus de détails, voir Fiche technique et Distribution.
Les Couleurs de la page 52 est un documentaire français réalisé par Avril Tembouret et sorti en 2016.
Le film retrace l'intégralité de la mise en couleurs d’une planche de bande dessinée par la coloriste Évelyne Tranlé. Il s'agit de la page 52 de l’album Souvenirs de futurs de la série Valérian et Laureline de Jean-Claude Mézières et Pierre Christin.

## Fiche technique
- Titre original : Les Couleurs de la page 52
- Réalisation : Avril Tembouret
- Scénario : Avril Tembouret
- Photographie : Avril Tembouret
- Montage : Maxime Cappello
- Son : Charles Linmer
- Mixage : Simon Berthier
- Etalonnage : Isabelle Barrière
- Musique originale : David Lampel
- Production : Delastre Films (France)
- Production déléguée : Charles Linmer, Avril Tembouret
- Pays d'origine :  France
- Langue : français
- Genre : documentaire
- Durée : 18 minutes

## Liste des intervenants
- Jean-Claude Mézières
- Évelyne Tranlé

## Sélections festivalières et projections spéciales
- Les Utopiales, Nantes, 2019
- Bulles d'Armor, Saint-Quay-Portrieux, 2019
- Cinébédé, Cinéma du Panthéon, Paris, 2018
- Biennale de la bande dessinée, Nîmes, 2018
- La Cité des sciences, Paris, 2017
- 5 en Bulles, Paris, 2017
- FIBD, Angoulême, 2017
- BdCiné, Paris, 2016
- Galerie Oblique, Paris, 2016

## Autour du film
Les Couleurs de la page 52 est la suite directe du film documentaire L'Histoire de la page 52, qui relate la création durant sept jours d'une planche de Valérian et Laureline par Jean-Claude Mézières et Pierre Christin, la page 52 de l'album Souvenirs de futurs paru en 2013.